# Skite

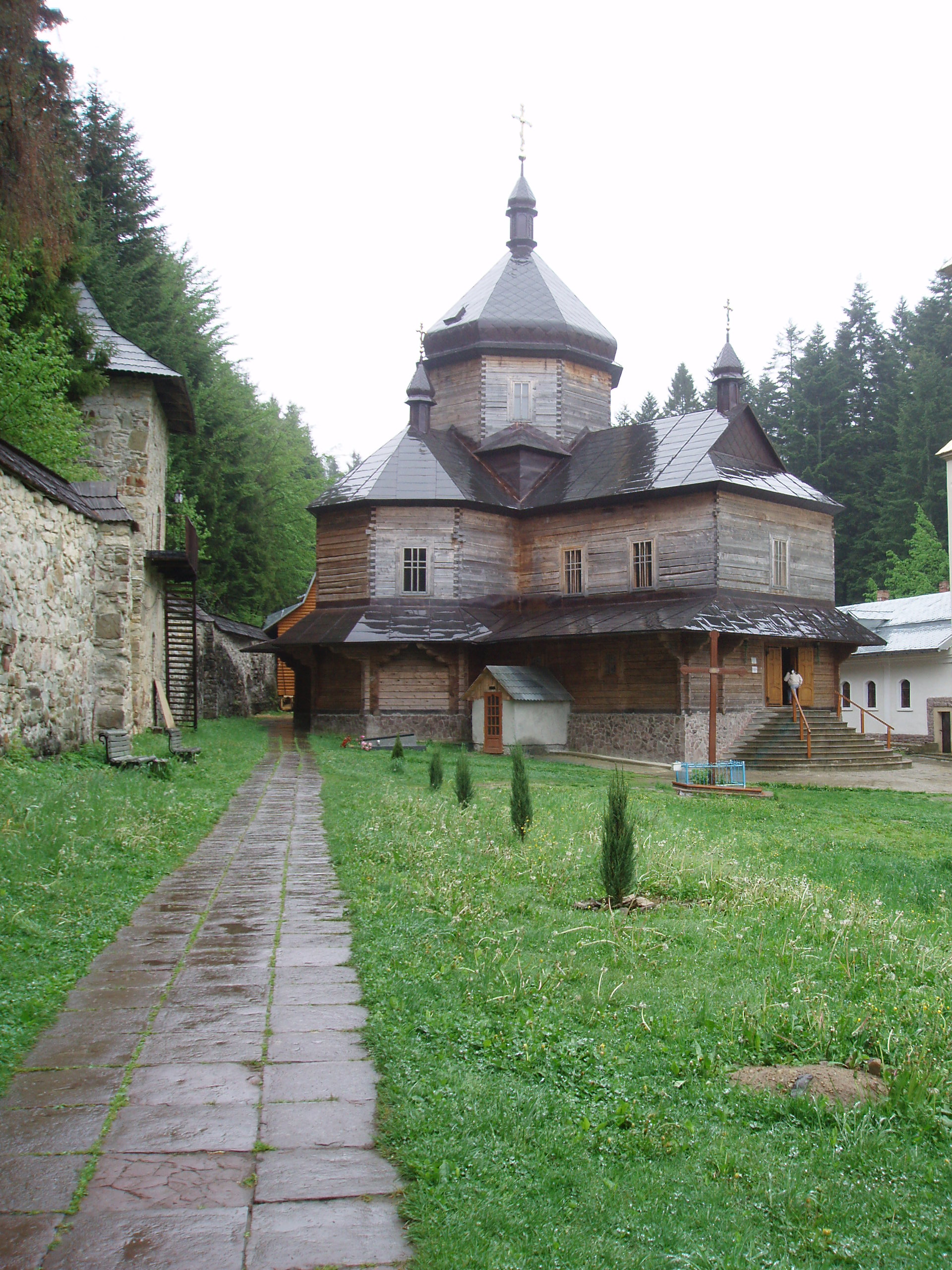
Skite de Maniava, dans les Carpates ukrainiennes.

Un(e) skite est un ermitage, dans lequel un groupe d'ermites vit en retrait sous l'autorité d'un monastère principal, en adoptant sa règle monastique. Ceci leur permet de méditer dans la solitude tout en étant soutenus dans leurs besoins matériels et spirituels par le monastère dont ils dépendent. Le terme est utilisé en grec pour désigner les ascètes.
Un skite est constitué généralement d'un lieu commun de prière liturgique (une église ou une chapelle), avec des ermitages individuels, ou des petites maisons pour un petit nombre de moines ou de moniales.
En constituant un pont entre le cénobitisme (c'est-à-dire une communauté de moines et de moniales qui vivent ensemble), et l'érémitisme, le skite était au début de la chrétienté un des modèles de vie monastique les plus répandus. 
Durant les premiers siècles de l'ère chrétienne, les hommes et les femmes qui aspiraient à devenir ermites ou anachorètes devaient en effet être envoyés en premier lieu dans un skite afin qu'ils reçoivent la préparation la plus juste à la vie en complète solitude.
Si cette institution est totalement tombée en désuétude depuis le Moyen Âge dans le christianisme occidental (bien que le monachisme cartusien, selon la règle de saint Bruno, repose sur une pratique pour partie comparable), elle reste très vivace aujourd'hui dans la tradition orthodoxe et uniate[réf. nécessaire].
En Russie, le terme skit désignait au départ la cellule d'un ermite, située à proximité d'un monastère dont elle dépendait. Il a aussi désigné par la suite une sorte de prieuré, ou encore un village isolé fondé par les Vieux-croyants.
Sur la Sainte-Montagne (République monastique du Mont-Athos), le mot est utilisé pour désigner un village monastique sans présumer un type d'organisation de la vie monastique.

## Étymologie
Le mot skite vient du russe skit (скит) — mot masculin en russe, du grec byzantin skiti (σκήτη), mot féminin désignant à l'origine un monastère d'Égypte situé dans le désert de Scété, c'est-à-dire le Ouadi Natroun, à l'ouest du delta du Nil ; dans ce lieu devenu mythique se retiraient de nombreux ermites dans l'Antiquité tardive, et on y trouve encore plusieurs monastères coptes.